# Erioneuron
Erioneuron és un gènere de plantes de la subfamília de les cloridòidies, família de les poàcies, ordre de les poals, subclasse de les commelínides, classe de les liliòpsides, divisió dels magnoliofitins.

## Taxonomia
- Erioneuron avenaceum (Kunth) Tateoka
  - Erioneuron avenaceum var. avenaceum
  - Erioneuron avenaceum var. cabrerae (Caro) E.A. Sánchez
  - Erioneuron avenaceum var. grandiflorum (Vasey) Gould
  - Erioneuron avenaceum var. kurtzianum (Parodi) Anton
  - Erioneuron avenaceum var. longiaristatum (Kurtz) Beetle
  - Erioneuron avenaceum var. longiglume (Parodi) Anton
  - Erioneuron avenaceum var. nealleyi (Vasey) Gould
  - Erioneuron avenaceum var. nealleyi (Vasey) Gould
  - Erioneuron avenaceum var. pygmaeum (Hack.) Anton
- Erioneuron grandiflorum (Vasey) Tateoka
- Erioneuron nealleyi (Vasey) Tateoka
  - Erioneuron nealleyi var. grandiflorum (Vasey) Beetle
  - Erioneuron neallyi var. neallyi
- Erioneuron pilosum (Buckley) Nash
  - Erioneuron pilosum var. argentinum (Kuntze) Nicora
  - Erioneuron pilosum var. aristiglumis (Caro) E.A. Sánchez
  - Erioneuron pilosum var. longearistatum (Kurtz) Anton
  - Erioneuron pilosum var. mendocinum (Parodi) Nicora
  - Erioneuron pilosum var. parodianum E.A. Sánchez
  - Erioneuron pilosum var. pilosum
- Erioneuron pulchellum (Kunth) Tateoka